# François-Émile Ehrmann
Pour les articles homonymes, voir Ehrmann.
François-Émile Ehrmann, né à Strasbourg le 5 septembre 1833 et mort à Paris (6e arrondissement) le 26 mars 1910, est un peintre, graveur et décorateur français.

## Biographie
François-Émile Ehrmann est le fils de François Ehrmann (1791-1884), agent de change, et de Charlotte Sophie Louise Bogner (1807-1870).
François Émile Ehrmann voulait devenir peintre. Il fut d'abord élève de Théophile Schuler (1821-1878). Son père n'a pas voulu lui imposer de continuer son métier. Son père a accepté qu'il devienne architecte. En 1853, il part alors à Paris pour entrer dans l'atelier de Charles-Auguste Questel. Après trois années dans l'atelier de Questel, il l'abandonne pour entrer dans l'atelier de Charles Gleyre.Au cours de son passage dans l'atelier Gleyre, il a fait la connaissance d'Auguste Alexandre Hirsch et d'Albert Anker qui sont resté ses amis. Ses premiers tableaux sont d'une certaine sécheresse avant de développer un style plein d'élégance. Il a été influencé par les maîtres de la Renaissance italienne. Il a fait plusieurs voyages en Italie avec Hirsch et Anker. Il a été un collaborateur du céramiste Théodore Deck. Il a réalisé plusieurs panneaux décoratifs pour la bibliothèque nationale Mazarine à Paris et des projets de tapisseries.
Il est le cousin de l'avocat Alphonse Grün.

## Distinctions
- Chevalier de la Légion d'honneur (1879)

## Collections publiques
- Musée des beaux-arts de Strasbourg : La Sirène et les Pêcheurs, Oedipe et le Sphinx (1903)[2]
- Musée des Beaux-Arts de Mulhouse, Les Parques ou Le fil d'or (1866) et La Fontaine de Jouvence (non daté)
- Musée d'art Roger-Quilliot à Clermont-Ferrand : Vercingétorix appelant les Gaulois à la défense d'Alésia (vers 1869)
- Musée des beaux-arts du Havre : Strasbourg en août 1870
- Moulins, Musée Anne de Beaujeu : Persée délivrant Andromède, 1875[3]
- Paris, Palais de la Légion d'honneur, Apollon et les neuf muses, plafond du Salon des muses
- Paris, bibliothèque Mazarine : décoration
- Paris, département des Arts graphiques du musée du Louvre : dessins
- Tribunal de commerce de Paris, salle no 2 : tapisserie La Renaissance

## Expositions
- Salon de 1869[4] :  Vercingétorix appelant les Gaulois à la défense d'Alésia
- Exposition universelle de 1878, porche du pavillon des beaux-arts : La Céramique, La Gravure (carton)
- Exposition d'Amsterdam : La sagesse unit les Arts et l'Industrie

## Galerie

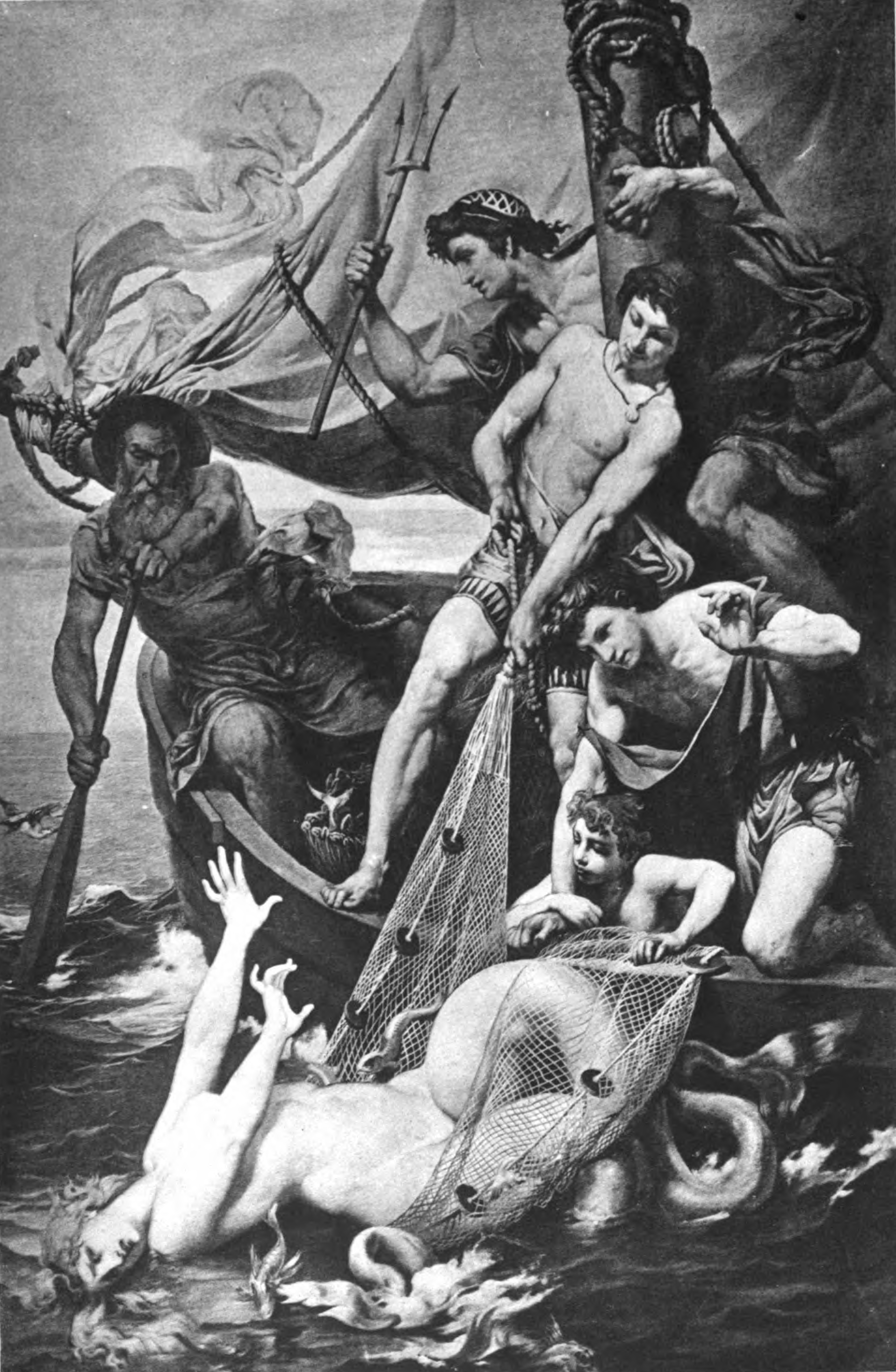
La Pêche d'une sirène, l'un des premiers tableaux d'Ehrmann. Détruit lors d'un incendie causé par le bombardement de Strasbourg en 1870[5].
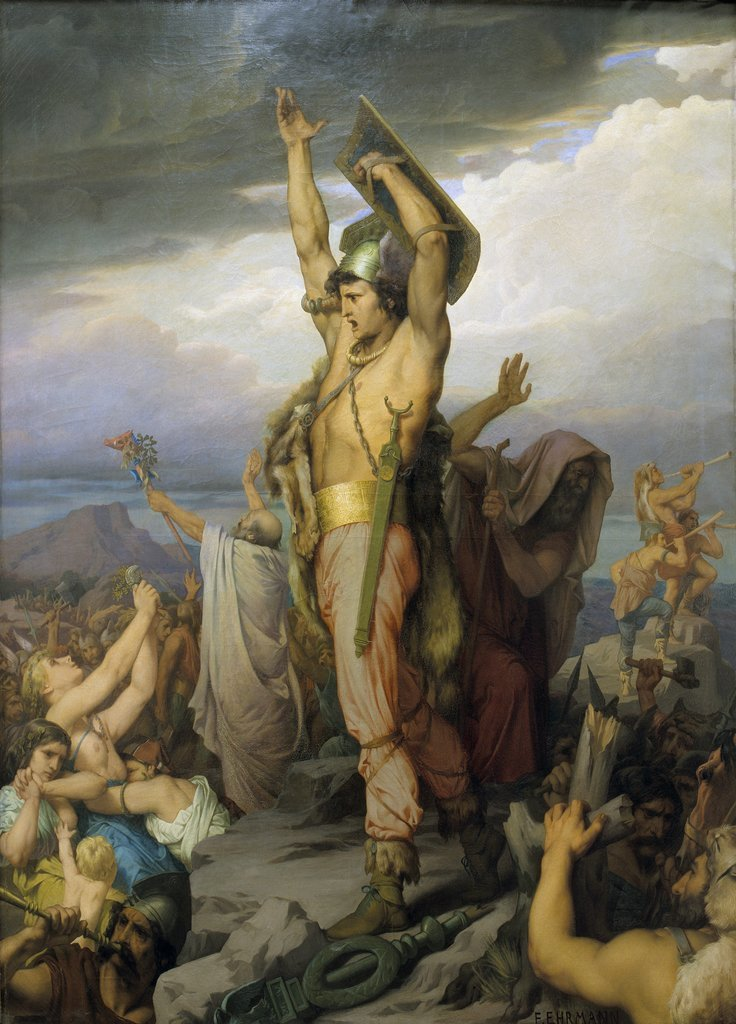
Vercingétorix appelant les Gaulois à la défense d'Alésia[6], vers 1869. Clermont-Ferrand, Musée d'Art Roger-Quilliot
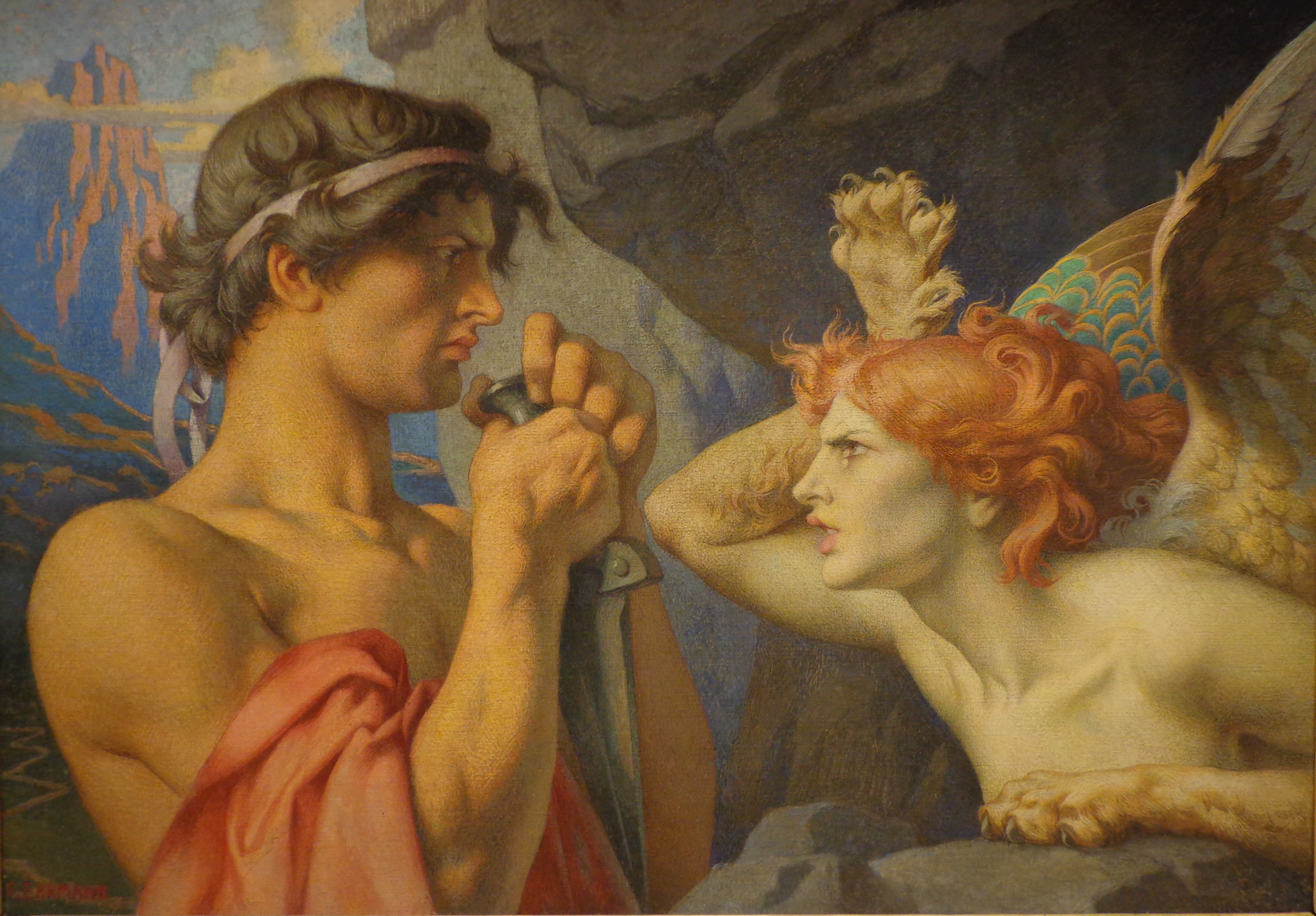
Œdipe et le Sphinx, 1903. Strasbourg, Musée d'Art moderne et contemporain de Strasbourg
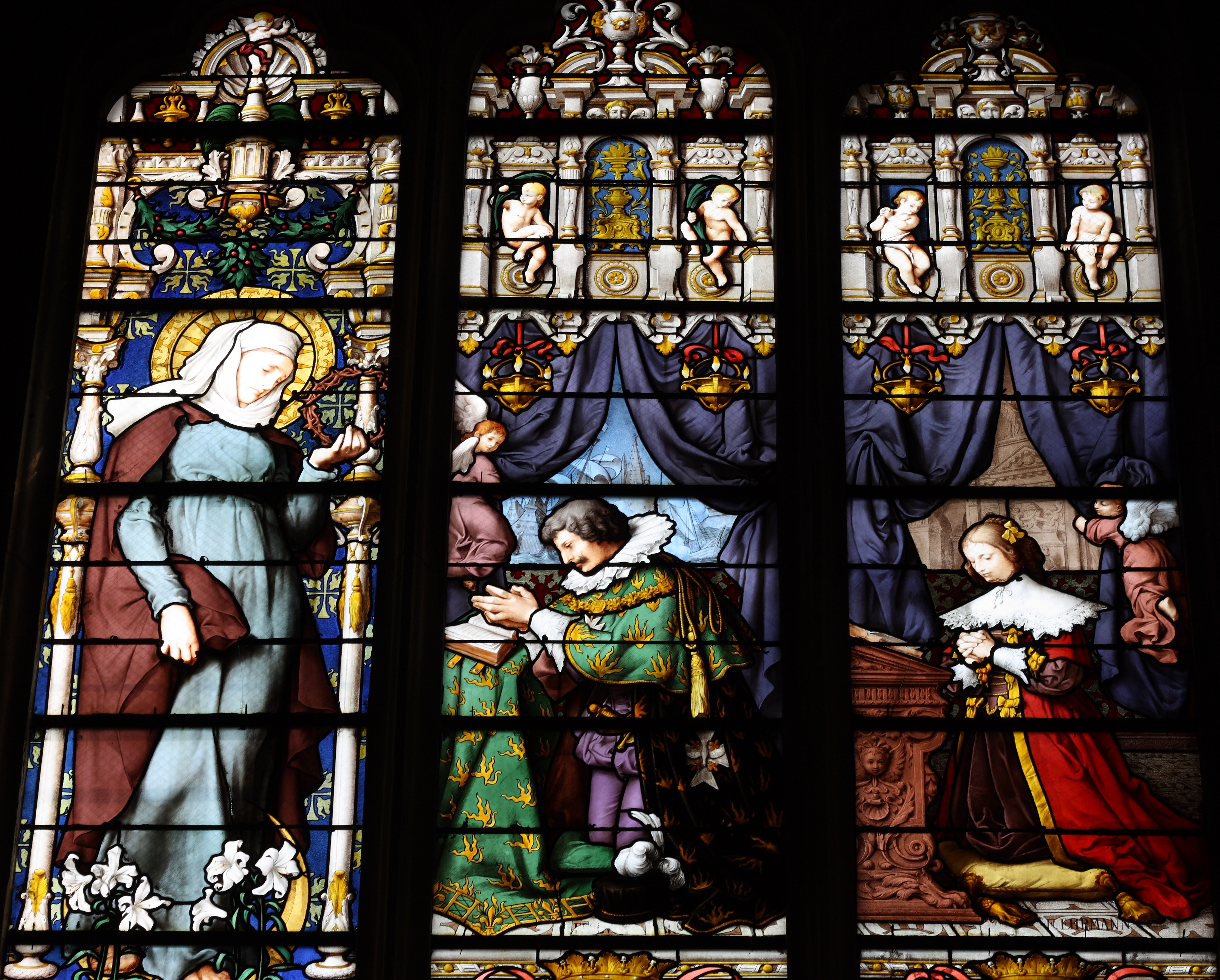
Vitrail représentant Henri II de Montmorency et Marie Félicie des Ursins de l'église Collégiale Saint-Martin réalisé d'après les dessins d'Ehrmann